# Jenny Rosero
Jennifer Janeth Marisela de Fátima Rosero Cruz (n. Milagro, Guayas), más conocida como Jenny Rosero, es una cantante ecuatoriana de música rocolera. Es conocida por sus éxitos como: Me das pena (La guayabita), Dime quién fue; Lollarás, llorarás; compárame con ella, nuestro hijo.

## Carrera
Cuando era una niña de 9 años, comenzó a cantar música nacional en el programa amateur "Estrella o estrellese" de Radio Atalaya en su ciudad natal. Luego de triunfar en algunos concursos, se hizo famosa en Guayaquil como artista invitada de Radio Cristal. Su carrera comenzó a la edad de 13 años cuando grabó su primer disco de 45 rpm.
Incursionó en la música rocolera, género popular que reemplazó a los boleros y pasillos géneros románticos en esos años. Graba La Reina de la Rocola, disco que contiene las canciones: Dime quién es; Llorarás, llorarás; Compárame con ella. Se hizo muy popular a mediados de los 80, cuando rondaba los veinte años, se abrió paso en el mundo de la rocola con la grabación de su primer LP (Long Play) de 14 temas, consagrándola como la reina de la rocola.
Ha cantado en diversos escenarios, como en el Festival Internacional de la Rocola en Nueva York, junto a Lucho Barrios, Carmencita Lara, Alci Acosta entre otros. Ha grabado numerosos éxitos en sus 8 CDs, siendo desde el 2005 La Guayabita, la canción más popular.